# Anđelko Marušić
Anđelko Marušić (Almissa, 11 gennaio 1911 – Zagabria, 5 ottobre 1981) è stato un calciatore jugoslavo, di ruolo centrocampista.

## Biografia
Nato ad Almissa nel 1911, sotto l'Impero austro-ungarico, si è sempre distinto per la sua tenacia. Con l'arrivo della guerra dovette abbandonare il calcio e nel 1943 entro nei partigiani, nella quale permanenza fu ferito ad una gamba. Si riuscì a salvare ma la ferita gli costò in maniera irreversibile la carriera da calciatore. 
È morto a Zagabria nel 1981, all'età di 80 anni.

## Caratteristiche tecniche
È stato un centrocampista molto tenace e grintoso conosciuto come "Ferata" per la sua forza fisica.

## Carriera

### Club
Il leggendario giocatore dell'Hajduk Spalato iniziò la sua carriera nel SK Komita, squadra di appartenenza della città natia. 
Il 16 maggio 1930 fece l'esordio con la squadra spalatina con la quale disputò 210 partite con 6 reti messe a segno per un totale di 394 partite con 15 reti se si considerano anche le amichevoli.
Nella stagione 1940-1941 vinse il campionato della Banovina di Croazia.

### Nazionale
Il suo debutto con la nazionale jugoslava risale al 16 settembre 1930 nella partita contro la Bulgaria giocata a Sofia valida per la Coppa dei Balcani. La sua ultima partita con la nazionale, sempre valida per la Coppa dei Balcani, risale al 1º gennaio 1935 contro la Romania ad Atene.
Indossò la maglia della nazionale per un totale di sedici partite.

## Statistiche

### Cronologia presenze e reti in nazionale
| Cronologia completa delle presenze e delle reti in nazionale ― Jugoslavia | Cronologia completa delle presenze e delle reti in nazionale ― Jugoslavia | Cronologia completa delle presenze e delle reti in nazionale ― Jugoslavia | Cronologia completa delle presenze e delle reti in nazionale ― Jugoslavia | Cronologia completa delle presenze e delle reti in nazionale ― Jugoslavia | Cronologia completa delle presenze e delle reti in nazionale ― Jugoslavia | Cronologia completa delle presenze e delle reti in nazionale ― Jugoslavia | Cronologia completa delle presenze e delle reti in nazionale ― Jugoslavia |
| Data                                                                      | Città                                                                     | In casa                                                                   | Risultato                                                                 | Ospiti                                                                    | Competizione                                                              | Reti                                                                      | Note                                                                      |
| ------------------------------------------------------------------------- | ------------------------------------------------------------------------- | ------------------------------------------------------------------------- | ------------------------------------------------------------------------- | ------------------------------------------------------------------------- | ------------------------------------------------------------------------- | ------------------------------------------------------------------------- | ------------------------------------------------------------------------- |
| 16-11-1930                                                                | Sofia                                                                     | Bulgaria                                                                  | 0 – 3                                                                     | Jugoslavia                                                                | Coppa dei Balcani                                                         | -                                                                         |                                                                           |
| 2-8-1931                                                                  | Belgrado                                                                  | Jugoslavia                                                                | 2 – 1                                                                     | Cecoslovacchia                                                            | Amichevole                                                                | -                                                                         |                                                                           |
| 2-10-1931                                                                 | Sofia                                                                     | Jugoslavia                                                                | 0 – 2                                                                     | Turchia                                                                   | Coppa dei Balcani                                                         | -                                                                         |                                                                           |
| 4-10-1931                                                                 | Sofia                                                                     | Bulgaria                                                                  | 3 – 2                                                                     | Jugoslavia                                                                | Coppa dei Balcani                                                         | -                                                                         |                                                                           |
| 25-10-1931                                                                | Poznań                                                                    | Polonia                                                                   | 6 – 3                                                                     | Jugoslavia                                                                | Amichevole                                                                | -                                                                         |                                                                           |
| 29-5-1932                                                                 | Zagabria                                                                  | Jugoslavia                                                                | 0 – 3                                                                     | Polonia                                                                   | Amichevole                                                                | -                                                                         |                                                                           |
| 5-6-1932                                                                  | Belgrado                                                                  | Jugoslavia                                                                | 2 – 1                                                                     | Francia                                                                   | Amichevole                                                                | -                                                                         |                                                                           |
| 26-6-1932                                                                 | Belgrado                                                                  | Jugoslavia                                                                | 7 – 1                                                                     | Grecia                                                                    | Coppa dei Balcani                                                         | -                                                                         |                                                                           |
| 30-6-1932                                                                 | Belgrado                                                                  | Jugoslavia                                                                | 2 – 3                                                                     | Bulgaria                                                                  | Coppa dei Balcani                                                         | -                                                                         |                                                                           |
| 3-4-1933                                                                  | Belgrado                                                                  | Jugoslavia                                                                | 1 – 1                                                                     | Spagna                                                                    | Amichevole                                                                | -                                                                         |                                                                           |
| 7-5-1933                                                                  | Zurigo                                                                    | Svizzera                                                                  | 4 – 1                                                                     | Jugoslavia                                                                | Amichevole                                                                | -                                                                         |                                                                           |
| 6-8-1933                                                                  | Zagabria                                                                  | Jugoslavia                                                                | 2 – 1                                                                     | Cecoslovacchia                                                            | Amichevole                                                                | -                                                                         |                                                                           |
| 24-9-1933                                                                 | Belgrado                                                                  | Jugoslavia                                                                | 2 – 2                                                                     | Svizzera                                                                  | Qual. Mondiali 1934                                                       | -                                                                         |                                                                           |
| 18-3-1934                                                                 | Sofia                                                                     | Bulgaria                                                                  | 1 – 2                                                                     | Jugoslavia                                                                | Amichevole                                                                | -                                                                         | 80’                                                                       |
| 23-12-1934                                                                | Atene                                                                     | Grecia                                                                    | 2 – 1                                                                     | Jugoslavia                                                                | Coppa dei Balcani                                                         | -                                                                         |                                                                           |
| 1-1-1935                                                                  | Atene                                                                     | Jugoslavia                                                                | 4 – 0                                                                     | Romania                                                                   | Coppa dei Balcani                                                         | -                                                                         |                                                                           |
| Totale                                                                    |                                                                           | Presenze                                                                  | 16                                                                        |                                                                           | Reti                                                                      | 0                                                                         |                                                                           |

## Palmarès

### Club
- Campionato croato: 1

Hajduk Spalato: 1940-1941